# Korpus konsularny

Korpus konsularny (z jęz. fr. Corps consulaire, stąd skrót CC), jest pojęciem analogicznym do pojęcia korpusu dyplomatycznego.
Podobnie jak przy korpusie dyplomatycznym pojęcie to ma dwa znaczenia – węższe i szersze:
- w znaczeniu węższym są to kierownicy placówek konsularnych (konsulowie);
- w znaczeniu szerszym są to wszyscy członkowie personelu konsularnego w określonym kraju wraz z małżonkami.

W przeciwieństwie do korpusu dyplomatycznego, który może być tylko jeden w określonym państwie, korpusów konsularnych może być kilka.
Podobnie jak w korpusie dyplomatycznym, w korpusie konsularnym istnieje funkcja dziekana sprawowana przez najwyższego rangą i najstarszego stażem kierownika urzędu konsularnego, według tzw. precedencji (licząc od daty otrzymania exequatur).
Członkowie korpusu konsularnego mają zwyczajowe prawo umieszczania symbolu „CC” na swoich samochodach.